# Jochen Gensichen

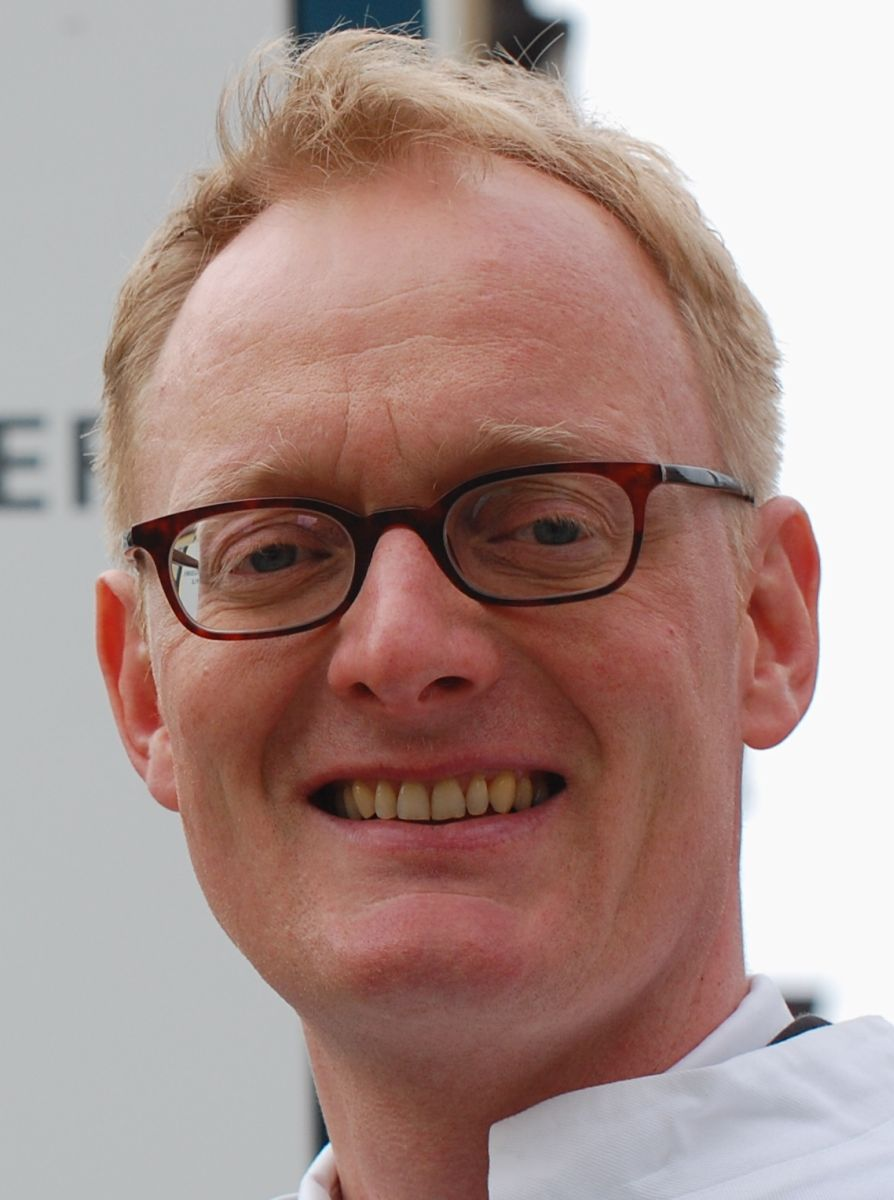
Jochen Gensichen (2014)

Jochen Stefan Gensichen (* 25. Juni 1964 in Wesel) ist ein deutscher Mediziner und Wissenschaftler.

## Leben
Gensichen legte 1983 am Friedrich-Rückert-Gymnasium in Düsseldorf seine Abiturprüfung ab und studierte Erziehungswissenschaften/Pädagogik und Medizin an der Universität zu Köln und Gesundheitswissenschaften / Public Health an der Medizinischen Hochschule Hannover. 1999 erhielt er seine Approbation als Arzt.
Nach der Promotion in Köln absolvierte er die klinische Weiterbildung zum Facharzt für Allgemeinmedizin in Frankfurt am Main und arbeitete wissenschaftlich an der Christian-Albrechts-Universität zu Kiel und an der Goethe-Universität Frankfurt am Main. Er war Visiting scholar an der University of Washington und am Group Health Research Institute in Seattle. Er habilitierte sich 2010 in Frankfurt am Main.
Seit 2008 war Gensichen Universitätsprofessor für Allgemeinmedizin und Gründungsdirektor des gleichnamigen Instituts am Universitätsklinikum Jena der Friedrich-Schiller-Universität.
2016 nahm er den Ruf an die Ludwig-Maximilians-Universität München an.
Gensichen ist seit 2013 Vorstand der Stiftung Allgemeinmedizin. 2020 wurde er mit dem David-Sackett-Preis ausgezeichnet.
Seit 2021 ist er Sprecher des DFG-Graduiertenkollegs „POKAL Predictors and Outcomes in Primary Depression Care“.
Im Jahre 2025 wurde Jochen Gensichen in die Deutsche Akademie der Naturforscher Leopoldina aufgenommen.